# دراجينج كانوي
كان دراجينج كانوي (بالإنجليزية: Dragging Canoe)‏ (1730 - 1792 ) قائدًا لحرب الشيروكي وقاد فرقة من الشيروكي التشيكاماجو الساخطين على المستعمرين والمستوطنين الأمريكيين في أقصى الجنوب.